# Avril Malan
Pas d'image ? Cliquez ici

a Compétitions nationales et continentales officielles uniquement.

b Matchs officiels uniquement.
Dernière mise à jour le 24 février 2023.
Avril Stefan Malan, né le 9 avril 1937 à Pretoria, est un ancien joueur de rugby international sud-africain. Il évolue au poste de deuxième ligne.

## Carrière
Il dispute son premier test match le 25 juin 1960 contre les All Blacks dans une série qui est remportée par les Springboks avec deux victoires, un match nul et une défaite. Il est nommé capitaine lors de sa troisième sélection pour sept matchs consécutifs.
En 1960-1961 il est sélectionné à cinq reprises avec les Springboks, qui font une tournée en Europe. Il l'emporte sur le pays de Galles 3-0. Il participe ensuite à la victoire contre l'Irlande 8-3 puis à celle sur l'Angleterre 5-0 et enfin l'Écosse 12-5.
Le 18 février 1961 les Sud-africains concèdent le match nul à Paris 0-0.
Avril Malan joue contre les Lions britanniques un seul des quatre matchs de la tournée de 1962. Il joue trois matchs comme deuxième ligne contre les Wallabies en tournée en Afrique du Sud en 1963 (dont un comme capitaine), il participe en 1964 à la victoire sur le pays de Galles 24-3.
Il est retenu en 1965 pour disputer deux matchs contre l'Irlande et l'Écosse, ce sont ses dernières rencontres internationales.
Il effectue sa carrière en club au sein de la province du Transvaal.

## Palmarès
- 16 sélections dont 10 comme capitaine
- Sélections par saison : 6 en 1960, 3 en 1961, 1 en 1962, 3 en 1963, 1 en 1964, 2 en 1965.